# 饗庭篁村

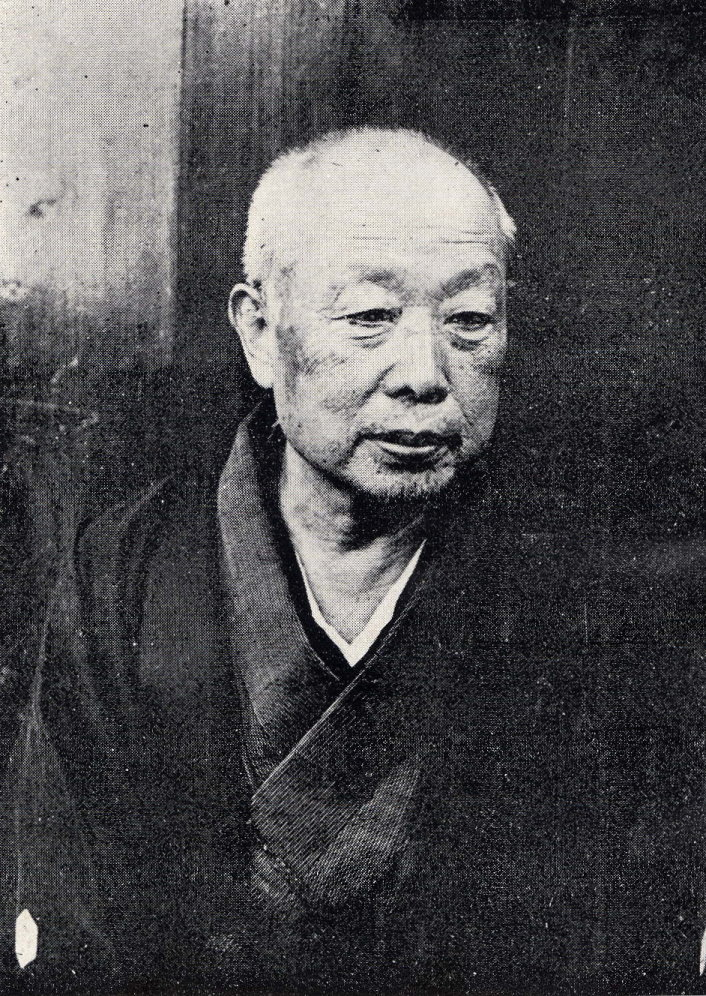
饗庭篁村

饗庭篁村（あえば こうそん，1855年—1922年），本名与三郎，日本小說家、劇評家。
出生於江戶下谷龍泉寺町，父親農商並重，別号竹之屋主人。當過讀賣新聞社記者。1886年開始連載小說《當世商人氣質》（当世商人気質）。他還翻譯了美國作家愛倫‧坡的名著《莫格街謀殺案》（The Murders in the Rue Morgue）。
幸田露伴寫過一篇「明治二十年前後的二文星」，稱讚坪內逍遙與饗庭篁村兩大作家。饗庭篁村死後，被埋葬於東京的公墓。